# Micromia defulvata
Micromia defulvata är en fjärilsart som beskrevs av W. Warren 1907. Micromia defulvata ingår i släktet Micromia och familjen mätare. Inga underarter finns listade i Catalogue of Life.